# Petra Zieser

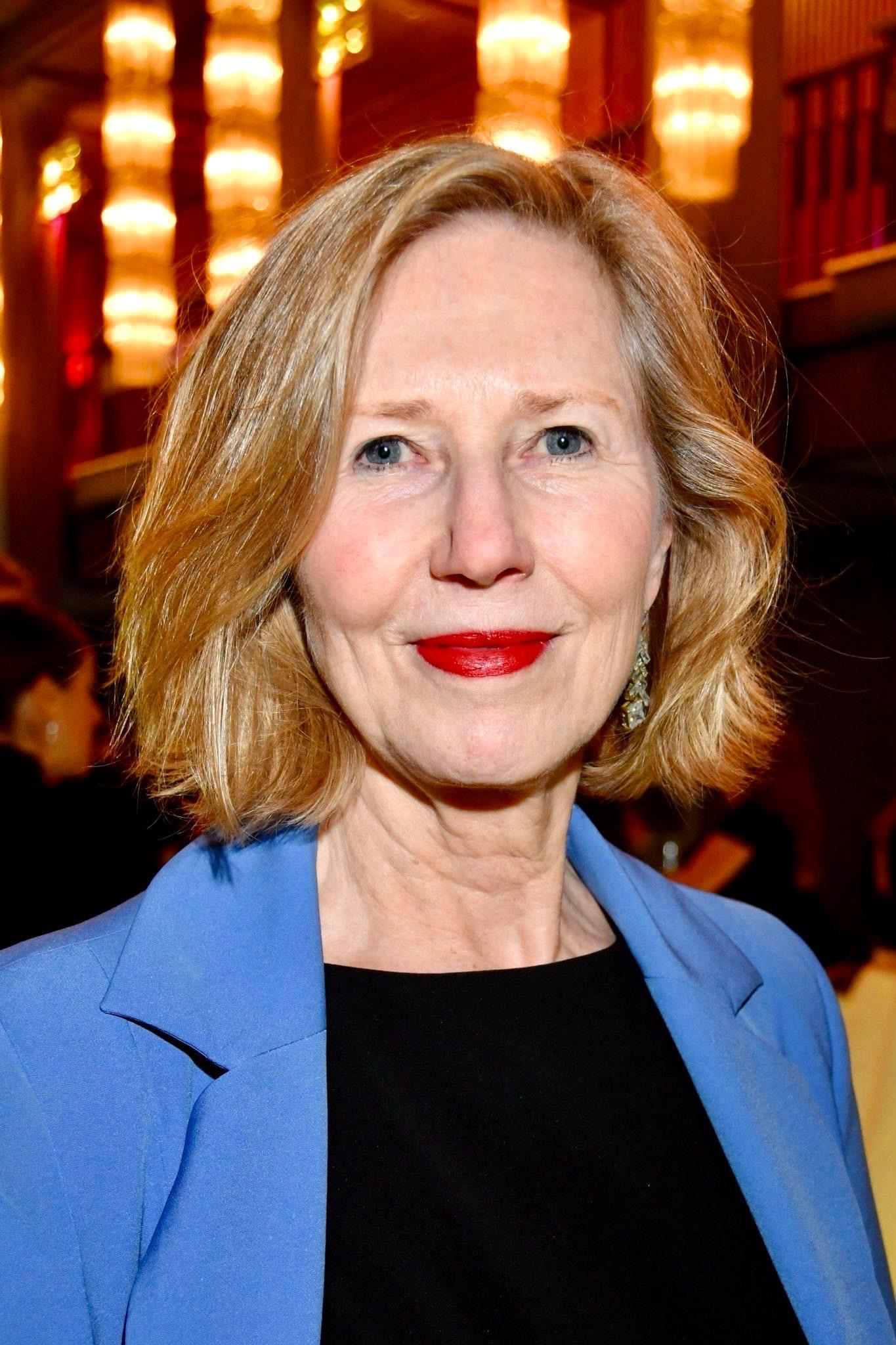
Petra Zieser (2025)

Petra Zieser (* 23. Dezember 1957 in München) ist eine deutsche Theater- und Filmschauspielerin.

## Leben
Nach ihrem Abitur in München startete Petra Zieser als Schauspielerin und Puppenspielerin ins Berufsleben. Die NDR-Redakteure der Fernsehserie Hallo Spencer entdeckten sie 1978 im Schwabinger Hinterhoftheater TamS und besetzten sie ins Ensemble der Puppenspielserie, für die sie bis 1983 in 47 Folgen mehrere Figuren spielte, sprach und sang. Nach dem Studium der Theaterwissenschaften und einer Schauspielausbildung bei Wolfgang Büttner trat sie ihr erstes Bühnenengagement an der Münchner Schauburg an. Dort fiel sie Volker Ludwig auf, der sie nach Berlin ins Grips-Theater holte. Sie gehörte zu dessen Ensemble von 1982 bis 1988 und feierte hier ihren Durchbruch bei der Uraufführung des Musicals Linie 1. Anschließend wurde sie festes Ensemble-Mitglied am Thalia-Theater in Hamburg bei Jürgen Flimm.
1992 kehrte sie nach Berlin zurück, wo sie bis heute mit ihrem Mann, dem Gitarristen Jo Gehlmann und ihren gemeinsamen beiden Kindern lebt und als freie Schauspielerin arbeitet. Zu ihren bekanntesten Filmen zählen Linie 1 von Reinhard Hauff, Kein Pardon von Hape Kerkeling, Erleuchtung garantiert von Doris Dörrie und Blood & Gold von Peter Thorwarth.
Für die Darstellung der Marlies Kolle in Kolle – ein Leben für Sex und Liebe erhielt sie 2002 den deutschen Fernsehpreis. Gastauftritte in Fernsehserien beinhalteten Forsthaus Falkenau, Siska, Der Alte, Wolffs Revier, Friedemann Brix – Eine Schwäche für Mord, Wildbach, Ein Fall für zwei, Familie Dr. Kleist, SOKO Leipzig, Balko, Zimmer frei!, Scheibenwischer und Soundtrack Deutschland.
Petra Zieser ist Mitglied der Deutschen Filmakademie, deren Vorstand sie bis 2021 angehörte.

## Filmografie (Auswahl)

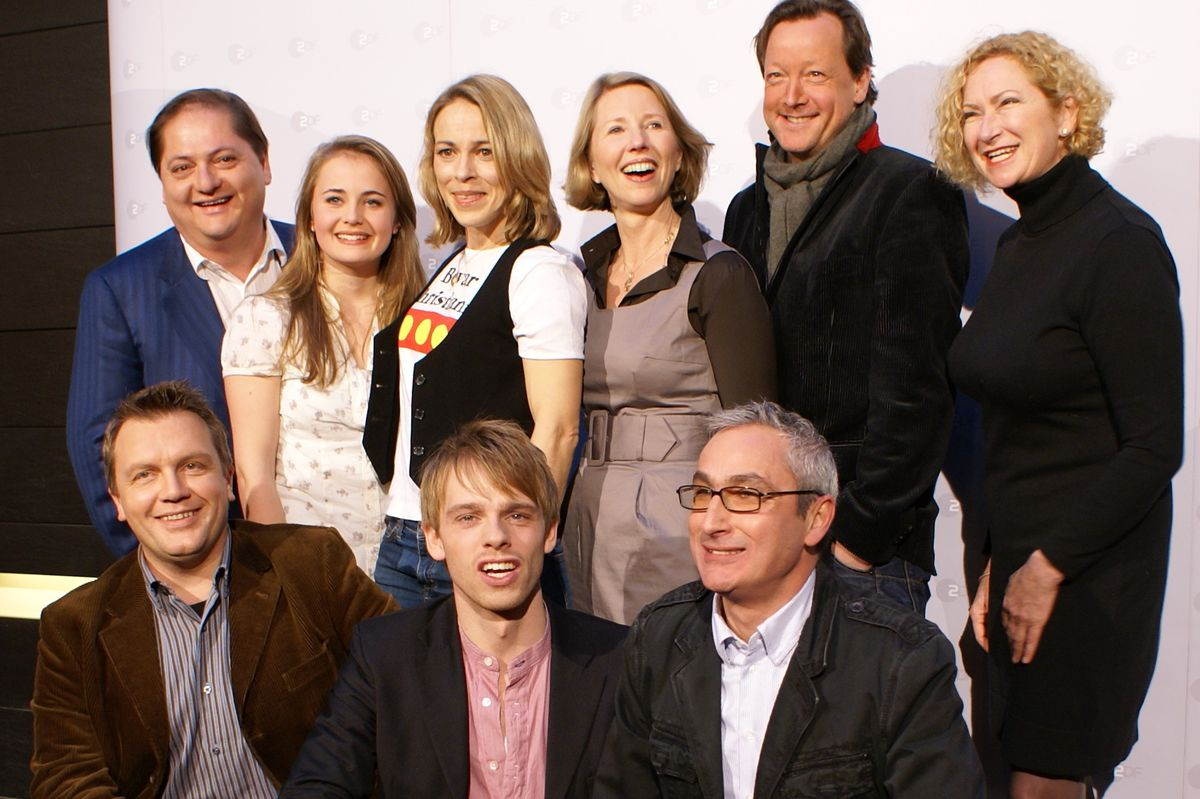
Die Besetzung von Ein Mann, ein Fjord!

- 1979–1983: Hallo Spencer (Fernsehserie, 47 Folgen)
- 1988: Linie 1
- 1988–1989: Radiofieber, Regie: Dietrich Haugk
- 1989: Beim nächsten Mann wird alles anders
- 1989: Der Leibwächter, Regie: Adolf Winkelmann
- 1990: Wer zu spät kommt – Das Politbüro erlebt die deutsche Revolution
- 1990: Ein Fall für zwei (Fernsehserie) –  Blutiges Gold
- 1991: Herr Ober!
- 1992: Meermanns Baumhaus
- 1992–1993: Schwarz Rot Gold
- 1993: Kein Pardon
- 1994: Der Gletscherclan
- 1994: Hagedorns Tochter (Fernsehfilm)
- 1994: Zwei Männer und die Frauen (Fernsehfilm), Regie: Jörg Grünler
- 1995: Entführung Julian H.(Fernsehfilm), Regie: Vivian Naefe
- 1996: Das Mädchen Rosemarie
- 1997: Ein todsicheres Ding (Fernsehfilm), Regie: Diethard Klante
- 1997: Singles
- 1999: Tach, Herr Dokter! – Der Heinz-Becker-Film
- 1999: Erleuchtung garantiert
- 2000–2006: Nikola
- 2001: Vera Brühne
- 2002: Zwei Tage Hoffnung  Regie: Peter Keglevic
- 2002: Knallharte Jungs
- 2002: Kolle – Ein Leben für Liebe und Sex  (Fernsehfilm)
- 2003: Der Alte – Episode 292: Todfeinde
- 2004: Carola Stern – Doppelleben Regie: Thomas Schadt
- 2004: Der Alte – Folge 301: Die Maske
- 2004: Die fetten Jahre sind vorbei
- 2004: Samba in Mettmann
- 2004–2006: Axel! will’s wissen
- 2005: Der Fischer und seine Frau
- 2005: Urlaub vom Leben
- 2006: Tollpension
- 2006: Polizeiruf 110: Die Mutter von Monte Carlo
- 2007: Tatort: Fettkiller
- 2007–2009: Doktor Martin
- 2008: Inga Lindström: Hochzeit in Hardingsholm
- 2008: Ich wollte nicht töten, Regie: Dagmar Hirtz
- 2008: Tatort: Unbestechlich
- 2009: Ein Mann, ein Fjord!
- 2011: Der Staatsanwalt, Mord im Kloster
- 2011: Die Superbullen
- 2011: Tatort: Tod einer Lehrerin
- 2011: Für kein Geld der Welt
- 2013: Die Pastorin
- 2014: Alles Verbrecher – Eiskalte Liebe
- 2016: Löwenzahn (Folge: Radio-Elvis verzweifelt gesucht)
- 2017: Chaos-Queens: Für jede Lösung ein Problem
- 2017: Ich werde nicht schweigen
- 2017: Eltern allein zu Haus: Frau Busche
- 2018: Katie Fforde – Ziemlich beste Freundinnen
- 2018: Petting statt Pershing
- 2020: Kreuzfahrt ins Glück – Hochzeitsreise nach Menorca
- 2020: SOKO Köln – Wut
- 2021: jerks. – Emilia & Simon
- 2021: Bettys Diagnose – Neue Ziele
- 2022: Das Quartett: Dunkle Helden (Fernsehreihe)
- 2022: Wolfsland: 20 Stunden (Fernsehreihe)
- 2022: Wolfsland: Das dreckige Dutzend (Fernsehreihe)
- 2023: Blood & Gold
- 2023: Wolfsland: Das schwarze Herz (Fernsehreihe)
- 2024: Kroymann (Satiresendung, Ist die noch gut?)
- 2024: Daheim in den Bergen: Schulter an Schulter (Fernsehreihe)
- 2024: Rosamunde Pilcher – Verliebt in einen Butler
- 2025: Der Masuren-Krimi – Mord in Galindien (Fernsehreihe)

## Theater
- 1982–1988: Grips-Theater, Berlin
- 1988–1992: Thalia Theater, Hamburg
- 1995: Bar jeder Vernunft, Berlin: Schulz und Zieser
- 2000: Bar jeder Vernunft, Berlin: Die Chorprobe
- 2001: Wintergarten Varieté, Berlin: Conference
- 2006: Theater am Kurfürstendamm, Berlin: Das Gedächtnis des Wassers (Regie)
- 2014: Renaissance-Theater, Berlin: Der nackte Wahnsinn
- 2018: Grips-Theater, Berlin: Phantom – ein Spiel (Regie)

## Hörbücher (Auswahl)
- 2011: Alles inklusive von Doris Dörrie, Diogenes Verlag Zürich, gelesen von Maria Schrader, Maren Kroymann und Petra Zieser. 5 CDs, 377 Min., ISBN 978-3-257-80309-9

## Auszeichnungen
- 2002: Deutscher Fernsehpreis für die beste weibliche Nebenrolle in Oswalt Kolle